# Gedenkteken van koning Willem III
Er werd op 1 juli 1913 een gedenkteken van koning Willem III onthuld aan het Willemsplein in Nieuw-Nickerie, Suriname, sinds begin jaren 2010 het Volksplein genaamd. Het gedenkt het 50-jarige jubileum van de afschaffing van de slavernij (emancipatie), op 1 juli 1863 tijdens de regeerperiode van koning Willem III.
Het is gemaakt van beton en bevat een plaquette met het opschrift in koper: "Een dankbaar volk aan eenen Edelmoedigen Vorst". Tijdens dezelfde viering werd een vrijheidsboom geplant – met een omheining – door de voormalige slaafgemaakte Profit en de Afro-Surinaamse Helena Pindo.
De organisatie was in handen van een feestcomité met in de plantages subcomités. Voor het gedenkteken werd geld ingezameld. Het gedenkteken werd gemaakt door het bedrijf Sproston in Demerary in buurland Guyana en in Nickerie opgericht door bouwkundigen.

## Emancipatiefeest
Het emancipatiefeest werd georganiseerd op 1 en 2 juli en duurde voor een deel nog tot en met 6 juli. Enkele weken van tevoren werd een programma opgesteld dat – mits de geldmiddelen dit toe zouden staan – zou worden afgesloten met vuurwerk. Het programma was als volgt:
1 juli
5:00 uur: reveille: de ambtenaar Derwon blies op de hoeken van de belangrijkste straten op een hoorn als sein dat de grote dag was aangebroken.
6:00 uur: Er werden saluutschoten gelost en klokken geluid.
6:30 uur: Start van een militaire mars.
7:00 uur: Rooms-katholieke kerkdienst met een emancipatierede.
8:00 uur: Audiëntie van het feestcomité bij de districtscommissaris.
8:30 uur: Opvoering van een cantate (zangstuk) door kinderen die naar het commissariaatsgebouw marcheerden.
9:00 uur: Evangelische kerkdienst van de EBGS.
20:00 uur: Gondelvaart met verlichte boten in de Nickerierivier.
2 juli
9:00 uur: Roeiwedstrijd met vier riemmen.
10:00 uur: Toernooi met drie lokale cricketteams: Asbeck Club, Door Oefening Sterker en Celestial Union Cricket Club.
20:00 uur: Bal, emancipatielezing voor de meer ontwikkelden voorgedragen door de heer TH.A.C. Comvalius, een kindercantate en een gymnastiekuitvoering.

## Willem III en slavernij
Willem III betrad de troon in 1849 redelijk met tegenzin. In 1848 was de nieuwe Grondwet aangenomen waarin de koning de macht was afgenomen ten gunste van verantwoordelijkheid voor de ministers en meer bevoegdheid voor de Tweede Kamer. Er wordt aangenomen dat hij nog wel een dominante stem had in de regering, maar zich niet veel aantrok van het lot van de slaafgemaakten omdat hij niet reageerde op een smeekbede van Multatuli om zich te mengen in de onderdrukking in Nederlands-Indië en ook niet op petities tegen de slavernij. Bekend is echter niet wat hij vond of voelde over de slavernij. Ook is de suggestie wel onderzocht maar niet bewezen dat de blijde liederen die er op 1 juli 1863 over hem gezongen werden in Den Haag zouden zijn bedacht.

## Bewustwording Afro-Surinamers
Lesley Pelswijk van de Bewustwording Afrosurinamer Nickerie (BAN) pleitte in 2020 voor het overbrengen van dit gedenkteken naar een museum, in ruil van een monument die de tijdsgeest uit zou stralen van zijn generatie. Hij vindt: "Onze voorouders, die door de witte man naar hier toe zijn gebracht als slaaf en eeuwenlange onderdrukkingen hebben gekend, hoeven niemand dankbaar te zijn."